# Papa Marino I
Marino I (Gallese, ... – Roma, 15 maggio 884) è stato il 108º papa della Chiesa cattolica dall'882 fino alla sua morte.
Fino al 1947 era noto come Martino II, così come Marino II era noto come Martino III.

## Biografia

### Carriera ecclesiastica
Marino nacque a Gallese, oggi in provincia di Viterbo, da un prete di nome Palumbo. All'età di dodici anni, entrò nel Laterano, ove fu consacrato suddiacono da papa Leone IV per poi essere consacrato diacono da papa Niccolò I nell'862. Grazie ai numerosi servigi che aveva compiuto per papa Niccolò e per papa Adriano II, l'ormai arcidiacono Marino fu consacrato vescovo di Cere da parte di papa Giovanni VIII.

#### Le missioni diplomatiche
In tre occasioni distinte venne impiegato dai tre papi che lo precedettero come legato a Costantinopoli. La sua missione fu sempre correlata alla controversia suscitata dal Patriarca di Costantinopoli Fozio, il quale era stato nominato a quella carica in modo del tutto illegittimo (nonostante lo stato laicale fu imposto con la forza, spodestando il legittimo patriarca Ignazio). Nella prima missione era stato presente al concilio che aveva condannato Fozio, mentre nell'ultima (880), volta a consegnare le lettere di Giovanni VIII che riabilitavano Fozio in cambio di alcune concessioni ecclesiastiche, Marino fu anche imprigionato per ordine dell'imperatore Basilio I per aver contestato l'uso parziale e falso che lo stesso Fozio aveva fatto delle lettere pontificie. Marino fu infatti trattenuto 30 giorni a Costantinopoli perché non riferisse a Giovanni VIII le omissioni e l'uso distorto delle condizioni poste dal papa, che Fozio aveva operato durante la proclamazione conciliare delle lettere papali in Santa Sofia. Tornato a Roma, la relazione che fece degli avvenimenti suscitò l'indignata reazione di Giovanni VIII, che non esitò a scomunicare di nuovo Fozio.
Svolse anche delle missioni diplomatiche presso l'imperatore Carlo il Grosso e presso il vescovo di Napoli Atanasio II.
Nell'880 fu nominato cardinale diacono da Papa Giovanni VIII.

### Pontificato
Succedette senza opposizione nel pontificato a Papa Giovanni VIII il 16 dicembre dell'882, nonostante la sua elezione fosse irregolare in quanto già vescovo. Infatti, nella Chiesa delle origini e in quella medievale, chi era già stato consacrato vescovo non poteva ambire a diventare vescovo di un'altra sede, tantomeno vescovo di Roma. Tale irregolarità non sembra aver creato contrasti, se non da parte di Fozio che si rifiutò di riconoscerlo come pontefice della Chiesa di Roma. Fu questo il primo caso, nella storia dei papi, di traslazione di un vescovo da una sede a quella di Roma.

#### Il perdono di Formoso e la "presunta" condanna di Fozio
Marino fu uomo buono e pacificatore, in contrasto con l'eccessiva severità del predecessore, sciogliendo dalla scomunica Formoso (il quale fu reintegrato come vescovo di Porto) e tutti quegli altri membri del clero che erano stati coinvolti in una pretesa congiura contro Giovanni VIII perché filo-germanici. Lo stesso Marino, del resto, apparteneva al partito filo-germanico.
Per quanto riguarda i rapporti con l'oriente, Marino procedette con notevole rigore nel confermare la scomunica contro Fozio per il tradimento compiuto nel Sinodo dell'880. Di conseguenza, Marino si mise in contrasto con l'imperatore Basilio I il Macedone, rompendo definitivamente con la corte imperiale che, per tutta risposta, si rifiutò di riconoscere Marino come papa, per l'infrazione canonica prima ricordata. Tuttavia, come ricorda Ilaria Bonaccorsi nella sua biografia nell'Enciclopedia dei Papi:
(Bonaccorsi)

#### Altri avvenimenti
Marino fu eletto senza attendere il placet dell'imperatore Carlo il Grosso, ma i rapporti tra i due si distesero in occasione dell'incontro avuto nell'Abbazia di Nonantola nella primavera dell'883, ove le incomprensioni si appianarono e i due poteri universali discussero di problematiche importanti, tra cui l'arroganza di Guido III di Spoleto, il quale aveva preso possesso di parte del Patrimonium Sancti Petri. Guido fu deposto dall'imperatore e il suo territorio occupato, e l'ex duca fuggì nel Meridione d'Italia.
Sul pontificato di Marino si hanno poche altre notizie, la più rilevante delle quali sembra essere la distruzione dell'Abbazia di Montecassino, incendiata dai Saraceni nell'883, mentre si sa che mantenne buone relazioni con Alfredo il Grande, re d'Inghilterra.

### La morte
Marino morì il 15 maggio dell'884, e fu sepolto nel portico di San Pietro.

### Problemi sul nome
Per molti secoli il suo nome fu mutato in "Martino II", così come Marino II (942-946) in "Martino III" perché si pensava, a torto, che "Marino" fosse una variante di "Martino". Nel 1281 Simone de Brion, che assunse lo stesso nome pontificale, piuttosto che chiamarsi "Martino II" decise di chiamarsi "Martino IV", ponendo così termine alla questione. Questo Papa è stato l'ultimo ad avere il numerale "primo" per più di un millennio, fino a Giovanni Paolo I, che regnò, per soli 33 giorni, nel 1978. Poi vi sono altri Pontefici che scelsero un nome mai usato prima dai predecessori, ma omisero il numerale. Oppure sono elencati, per vari motivi, con il solo nome, comunque usato per la prima volta da loro.